# Acheroraptor
Acheroraptor – wymarły rodzaj dinozaura, teropoda z grupy celurozaurów i rodziny dromeozaurów. Jego skamieniałości znaleziono w USA, w Montanie, pośród skał formacji Hell Creek, datowanych na późny mastrycht w kredzie późnej. O ile szczątki mastrychckich dromeozaurydów wcześniej należały do rzadkości i zwykle stanowiły pojedyncze zęby, w tym przypadku odnaleziono nieco bogatsze szczątki w postaci kości szczękowej z zachowanym uzębieniem oraz kości zębowej. Badacze zdołali odnaleźć w tych kościach cechy odróżniające okaz od poprzednio znanych rodzajów, jak przerośnięty postantral wall rozpościerający się w tył za oknem przedoczodołowym, okno szczękowe ulokowane nisko w dole przedoczodołowym, bezpośrednio za innym oknem (promaxillary fenestra), w końcu zaś zęby o wydatnych krawędziach. Dzięki tym cechom zespół Evansa zaliczył znalezisko do nowego rodzaju i gatunku, nadając mu nazwę Acheroraptor temertyorum. Tworząc nazwę rodzajową, autorzy odwołali się do mitologii greckiej. Występująca w niej River of Pain, czyli Rzeka Boleści (w rzeczywistości etymologia wywodząca nazwę Acherontu od cierpienia jest nieprawidłowa), przepływający świat podziemi Acheron, mroczna i wiecznie zamulona rzeka, przez którą Charon przeprawia dusze zmarłych, skojarzyła im się z nazwą formacji Hell Creek (Piekielny Potok). Drugi człon nazwy rodzajowej, raptor, oznacza rabusia i często stosuje się go w nazwach dromeozaurydów. Epitet gatunkowy jedynego gatunku upamiętnia Jamesa i Louise Temerty, zasłużonych wsparciem udzielonym Royal Ontario Museum. Przeprowadzone badania pozwoliły zaliczyć nowy rodzaj do podrodziny Velociraptorinae w obrębie dromeozaurydów. Okazało się, że jego najbliższych krewnych szukać należy wśród taksonów azjatyckich, jak Tsaagan czy sam Velociraptor, a nie wśród innych dromeozaurydów kontynentu północnoamerykańskiego.